# Mata dos Cocais

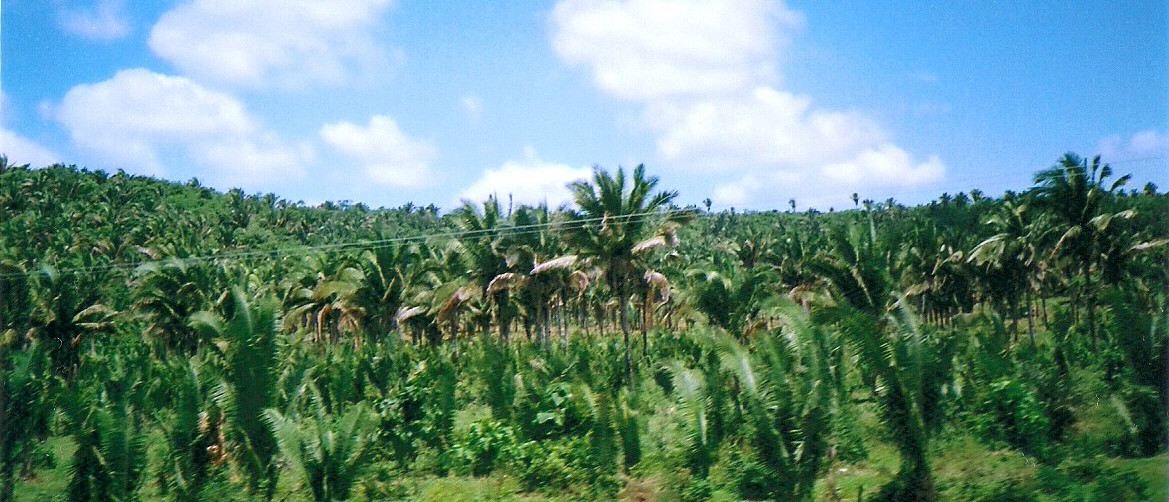
Mata dos Cocais w stanie Maranhão

Mata dos Cocais – formacja roślinna w Brazylii, stanowiąca formę przejściową pomiędzy lasami deszczowymi Amazonii, cerrado i caatingą. Powstała po wylesieniu okolicznych lasów deszczowych i lasu atlantyckiego i składa się głównie z palm Attalea speciosa, Copernicia prunifera, Licania rigida i Mauritia flexuosa. Występuje w Regionie Północno-Wschodnim na częściowym obszarze stanów Maranhão, Piauí, Ceará, Rio Grande do Norte i Tocantins, a także w Regionie Północnym. Stanowi 3% powierzchni kraju.